# Premio César per il migliore attore
Il premio César per il migliore attore (César du meilleur acteur) è un premio cinematografico assegnato annualmente dall'Académie des arts et techniques du cinéma a partire dal 1976 al miglior attore protagonista di un film di produzione francese uscito nelle sale cinematografiche nel corso dell'anno precedente.
Michel Serrault ha ricevuto tre volte questo riconoscimento: nel 1979 per Il vizietto (La cage aux folles), nel 1982 per Guardato a vista (Garde à vue) e nel 1996 per Nelly e Mr. Arnaud (Nelly et monsieur Arnaud). A lui si aggiunge Mathieu Amalric, attore e regista francese nel 1997 per Comment je me suis disputé... (ma vie sexuelle), nel 2005 per I re e la regina, nel 2008 per Lo scafandro e la farfalla.
L'attore che ha ricevuto il maggior numero di candidature (diciotto) è Gérard Depardieu, due volte vincitore, nel 1981 per L'ultimo metrò (Le dernier métro) e nel 1991 per Cyrano de Bergerac.
In alcune occasioni sono stati premiati attori di nazionalità non francese (lo spagnolo Sergi López, l'egiziano Omar Sharif), ma solo una volta, nel 2003, è stato premiata un'interpretazione in una lingua diversa dal francese, quella in lingua inglese dello statunitense Adrien Brody in Il pianista (The Pianist).

## Albo d'oro
I vincitori sono indicati in grassetto, a seguire gli altri candidati.

### Anni 1976-1979
- 1976: Philippe Noiret - Frau Marlene (Le vieux fusil)
  - Gérard Depardieu - I baroni della medicina (Sept morts sur ordonnance)
  - Victor Lanoux - Cugino, cugina (Cousin, cousine)
  - Jean-Pierre Marielle - Folli e liberi amplessi (Les galettes de Pont-Aven)
- 1977: Michel Galabru - Il giudice e l'assassino (Le juge et l'assassin)
  - Alain Delon - Mr. Klein (Monsieur Klein)
  - Gérard Depardieu - L'ultima donna (La dernière femme)
  - Patrick Dewaere - La Meilleure Façon de marcher
- 1978: Jean Rochefort - L'uomo del fiume (Le crabe tambour)
  - Alain Delon - Morte di una carogna (Mort d'un pourri)
  - Charles Denner - L'uomo che amava le donne (L'homme qui aimait les femmes)
  - Gérard Depardieu - Gli aquiloni non muoiono in cielo (Dites-lui que je l'aime)
  - Patrick Dewaere - Il giudice d'assalto (Le juge Fayard dit le shérif)
- 1979: Michel Serrault - Il vizietto (La cage aux folles)
  - Claude Brasseur - Una donna semplice (Une histoire simple)
  - Jean Carmet - Zucchero (Le sucre)
  - Gérard Depardieu - Zucchero (Le sucre)

### Anni 1980-1989
- 1980: Claude Brasseur - Guerra tra polizie (La guerre des polices)
  - Patrick Dewaere - Il fascino del delitto (Série noire)
  - Yves Montand - I... come Icaro (I... comme Icare)
  - Jean Rochefort - Coraggio scappiamo (Courage, fuyons)
- 1981: Gérard Depardieu - L'ultimo metrò (Le dernier métro)
  - Patrick Dewaere - Una brutta storia (Un mauvais fils)
  - Philippe Noiret - Sorvegliate il vedovo (Pile ou face)
  - Michel Serrault - Il vizietto II (La cage aux folles II)
- 1982: Michel Serrault - Guardato a vista (Garde à vue)
  - Patrick Dewaere - Ormai sono una donna (Beau-père)
  - Philippe Noiret - Colpo di spugna (Coup de torchon)
  - Michel Piccoli - Une étrange affaire
- 1983: Philippe Léotard - La spiata (La balance) 
  - Gérard Depardieu - Danton
  - Gérard Lanvin - Tir groupé
  - Lino Ventura - I miserabili (Les misérables)
- 1984: Coluche - Ciao amico (Tchao Pantin) 
  - Gérard Depardieu - Les comperes - Noi siamo tuo padre (Les comperes)
  - Yves Montand - Garçon!
  - Michel Serrault - Mia dolce assassina (Mortelle randonnée)
  - Alain Souchon - L'estate assassina (L'été meurtrier)
- 1985: Alain Delon - Notre histoire
  - Gérard Depardieu - Fort Saganne
  - Louis Ducreux - Una domenica in campagna (Un dimanche à la campagne)
  - Philippe Noiret - Il commissadro (Les ripoux)
  - Michel Piccoli - Mosse pericolose (La diagonale du fou)
- 1986: Christopher Lambert - Subway
  - Gérard Depardieu - Police
  - Robin Renucci - Escalier C
  - Michel Serrault - Shocking Love (On ne meurt que 2 fois)
  - Lambert Wilson - Rendez-vous
- 1987: Daniel Auteuil - Jean de Florette
  - Jean-Hugues Anglade - Betty Blue (37°2 le matin)
  - Michel Blanc - Lui portava i tacchi a spillo (Tenue de soirée)
  - André Dussollier - Mélo (Mélo)
  - Christophe Malavoy - La donna della mia vita (La femme de ma vie)
- 1988: Richard Bohringer - Innocenza e malizia (Le grand chemin) 
  - Jean Carmet - Miss Mona
  - Gérard Depardieu - Sotto il sole di Satana (Sous le soleil de Satan)
  - Gérard Jugnot - Tandem
  - Christophe Malavoy - De guerre lasse
  - Jean Rochefort - Tandem
- 1989: Jean-Paul Belmondo - Una vita non basta (Itinéraire d'un enfant gâté) 
  - Richard Anconina - Una vita non basta (Itinéraire d'un enfant gâté)
  - Daniel Auteuil - Qualche giorno con me (Quelques jours avec moi)
  - Jean-Marc Barr - Le grand bleu
  - Gérard Depardieu - Camille Claudel

### Anni 1990-1999
- 1990: Philippe Noiret - La vita e niente altro ( La vie et rien d'autre) 
  - Jean-Hugues Anglade - Notturno indiano (Nocturne indien)
  - Michel Blanc - L'insolito caso di Mr. Hire (Monsieur Hire)
  - Gérard Depardieu - Troppo bella per te! (Trop belle pour toi)
  - Hippolyte Girardot - Un mondo senza pietà (Un monde sans pitié)
  - Lambert Wilson - Hiver 54, l'abbé Pierre
- 1991: Gérard Depardieu - Cyrano de Bergerac
  - Daniel Auteuil - Lacenaire
  - Fabrice Luchini - La timida (La discrète)
  - Michel Piccoli - Milou a maggio (Milou en mai)
  - Jean Rochefort - Il marito della parrucchiera (Le mari de la coiffeuse)
  - Michel Serrault - Docteur Petiot
- 1992: Jacques Dutronc - Van Gogh
  - Hippolyte Girardot - La vita sospesa (Hors la vie)
  - Gérard Jugnot - Formidabili amici... (Une époque formidable...)
  - Jean-Pierre Marielle - Tutte le mattine del mondo (Tous les matins du monde)
  - Michel Piccoli - La bella scontrosa (La belle noiseuse)
- 1993: Claude Rich - A cena col diavolo (Le souper)
  - Daniel Auteuil - Un cuore in inverno (Un cœur en hiver)
  - Richard Berry - Le petit prince a dit
  - Claude Brasseur - A cena col diavolo (Le souper)
  - Vincent Lindon - La crisi! (La crise)
- 1994: Pierre Arditi - Smoking/No Smoking
  - Daniel Auteuil - Ma saison préférée
  - Michel Boujenah - Le Nombril du monde
  - Christian Clavier - I visitatori (Les visiteurs)
  - Jean Reno - I visitatori (Les visiteurs)
- 1995: Gérard Lanvin - Le Fils préféré - Ospiti pericolosi (Le Fils préféré)
  - Daniel Auteuil - La séparation
  - Gérard Depardieu - Il colonnello Chabert (Le Colonel Chabert)
  - Jean Reno - Léon
  - Jean-Louis Trintignant - Tre colori: Film Rosso (Trois couleurs: Rouge)
- 1996: Michel Serrault - Nelly e Mr. Arnaud (Nelly et monsieur Arnaud) 
  - Vincent Cassel - L'odio (La haine)
  - Alain Chabat - Peccato che sia femmina (Gazon maudit)
  - François Cluzet - Les apprentis
  - Jean-Louis Trintignant - Fiesta
- 1997: Philippe Torreton - Capitan Conan (Capitaine Conan) 
  - Daniel Auteuil - L'ottavo giorno (Le huitième jour)
  - Charles Berling - Ridicule
  - Fabrice Luchini - L'insolente (Beaumarchais l'insolent)
  - Patrick Timsit - Di giorno e di notte (Pédale douce)
- 1998: André Dussollier - Parole, parole, parole... (On connaît la chanson) 
  - Daniel Auteuil - Il cavaliere di Lagardère (Le bossu)
  - Charles Berling - Nettoyage à sec
  - Alain Chabat - Didier
  - Patrick Timsit - Le cousin
- 1999: Jacques Villeret - La cena dei cretini (Le dîner de cons) 
  - Charles Berling - La noia (L'ennui)
  - Jean-Pierre Darroussin - Le poulpe
  - Antoine de Caunes - L'homme est une femme comme les autres
  - Pascal Greggory - Ceux qui m'aiment prendront le train

### Anni 2000-2009
- 2000: Daniel Auteuil - La ragazza sul ponte (La fille sur le pont) 
  - Jean-Pierre Bacri - Kennedy et moi
  - Albert Dupontel - La maladie de Sachs
  - Vincent Lindon - La truffa degli onesti (Ma petite entreprise)
  - Philippe Torreton - Ricomincia da oggi (Ça commence aujourd'hui)
- 2001: Sergi López - Harry, un amico vero (Harry, un ami qui vous veut du bien) 
  - Jean-Pierre Bacri - Il gusto degli altri (Le goût des autres)
  - Charles Berling - Les destinées sentimentales
  - Bernard Giraudeau - Un affare di gusto (Une affaire de goût)
  - Pascal Greggory - La confusion des genres
- 2002: Michel Bouquet - Comment j'ai tué mon père
  - Eric Caravaca - La chambre des officiers
  - Vincent Cassel - Sulle mie labbra (Sur mes lèvres)
  - André Dussollier - Tanguy
  - Jacques Dutronc - C'est la vie
- 2003: Adrien Brody - Il pianista (The Pianist) 
  - Daniel Auteuil - L'avversario (The adversaire)
  - François Berléand - Mon idole
  - Bernard Campan - Il ricordo di belle cose (Se souvenir de belles choses)
  - Mathieu Kassovitz - Amen. (Amen)
- 2004: Omar Sharif - Monsieur Ibrahim e i fiori del Corano (Monsieur Ibrahim et les fleurs du Coran)
  - Daniel Auteuil - Après vous...
  - Jean-Pierre Bacri - I sentimenti (Les sentiments)
  - Gad Elmaleh - Chouchou
  - Bruno Todeschini - Son frère
- 2005: Mathieu Amalric - I re e la regina (Rois et reine) 
  - Daniel Auteuil - 36 Quai des Orfèvres
  - Gérard Jugnot - Les choristes - I ragazzi del coro (Les choristes)
  - Benoît Poelvoorde - Podium
  - Philippe Torreton - L'équipier
- 2006: Michel Bouquet - Le passeggiate al Campo di Marte (Le promeneur du champ de Mars)
  - Patrick Chesnais - Je ne suis pas là pour être aimé
  - Romain Duris - Tutti i battiti del mio cuore (De battre mon cœur s'est arrêté)
  - José Garcia - Cacciatore di teste (Le couperet)
  - Benoît Poelvoorde - Entre ses mains
- 2007: François Cluzet - Non dirlo a nessuno (Ne le dis à personne) 
  - Michel Blanc - Je vous trouve très beau
  - Alain Chabat - Prestami la tua mano (Prête-moi ta main)
  - Gérard Depardieu - Quand j'étais chanteur
  - Jean Dujardin - OSS 117: Le Caire, nid d'espions
- 2008: Mathieu Amalric - Lo scafandro e la farfalla (Le scaphandre et le papillon)
  - Vincent Lindon - Ceux qui restent
  - Michel Blanc - I testimoni (Les témoins)
  - Jean-Pierre Darroussin - Il mio amico giardiniere (Dialogue avec mon jardinier)
  - Jean-Pierre Marielle - Faut que ça danse!
- 2009: Vincent Cassel - Nemico pubblico N. 1 - L'istinto di morte (Mesrine: L'instinct de mort) / Nemico pubblico N. 1 - L'ora della fuga (Mesrine: L'ennemi public n° 1)
  - François-Xavier Demaison - Coluche, l'histoire d'un mec
  - Guillaume Depardieu - Versailles
  - Albert Dupontel - Deux jours à tuer
  - Jacques Gamblin - Le Premier Jour du reste de ta vie

### Anni 2010-2019
- 2010: Tahar Rahim - Il profeta (Un prophète)
  - Yvan Attal - Rapt
  - François Cluzet - À l'origine
  - François Cluzet - Le Dernier pour la route
  - Vincent Lindon - Welcome
- 2011: Eric Elmosnino - Gainsbourg (vie héroïque)
  - Gérard Depardieu - Mammuth
  - Romain Duris - Il truffacuori (L'Arnacoeur)
  - Jacques Gamblin - Le Nom des gens
  - Lambert Wilson - Uomini di Dio (Des hommes et des dieux)
- 2012: Omar Sy - Quasi amici - Intouchables (Intouchables)
  - Sami Bouajila - Omar m'a tuer
  - François Cluzet - Quasi amici (Intouchables)
  - Jean Dujardin - The Artist
  - Olivier Gourmet - Il ministro - L'esercizio dello Stato (L'Exercice de l'État)
  - Denis Podalydès - La Conquête
  - Philippe Torreton - Présumé coupable
- 2013: Jean-Louis Trintignant - Amour
  - Jean-Pierre Bacri – Cherchez Hortense
  - Patrick Bruel – Cena tra amici (Le Prénom)
  - Denis Lavant – Holy Motors
  - Vincent Lindon – Quelques heures de printemps
  - Fabrice Luchini – Nella casa (Dans la maison)
  - Jérémie Renier – Cloclo
- 2014: Guillaume Gallienne - Tutto sua madre (Les Garçons et Guillaume, à table!)
  - Mathieu Amalric - Venere in pelliccia (La Vénus à la fourrure)
  - Michel Bouquet - Renoir
  - Albert Dupontel - 9 mois ferme
  - Grégory Gadebois - Mon âme par toi guérie
  - Fabrice Luchini - Molière in bicicletta (Alceste à bicyclette)
  - Mads Mikkelsen - Michael Kohlhaas
- 2015: Pierre Niney - Yves Saint Laurent
  - Niels Arestrup - Diplomatie
  - Guillaume Canet - La prochaine fois je viserai le cœur
  - François Damiens - La famiglia Bélier (La Famille Bélier)
  - Romain Duris - Una nuova amica
  - Vincent Lacoste - Ippocrate (Hippocrate)
  - Gaspard Ulliel - Saint Laurent
- 2016: Vincent Lindon - La legge del mercato (La Loi du marché)
  - Jean-Pierre Bacri - La Vie très privée de Monsieur Sim
  - Vincent Cassel - Mon roi - Il mio re (Mon roi)
  - François Damiens - Les Cowboys
  - Gérard Depardieu - Valley of Love
  - Antonythasan Jesuthasan - Dheepan - Una nuova vita (Dheepan)
  - Fabrice Luchini - La corte (L'Hermine)
- 2017: Gaspard Ulliel - È solo la fine del mondo (Juste la fin du monde)
  - François Cluzet - Il medico di campagna (Médecin de campagne)
  - Pierre Deladonchamps - Le Fils de Jean
  - Nicolas Duvauchelle - Je ne suis pas un salaud
  - Fabrice Luchini - Ma Loute
  - Pierre Niney - Frantz
  - Omar Sy - Mister Chocolat (Chocolat)
- 2018: Swann Arlaud - Petit paysan - Un eroe singolare (Petit paysan)
  - Daniel Auteuil - Quasi nemici - L'importante è avere ragione (Le Brio)
  - Jean-Pierre Bacri - C'est la vie - Prendila come viene (Le Sens de la fête)
  - Guillaume Canet - Rock'n Roll
  - Albert Dupontel - Ci rivediamo lassù (Au revoir là-haut)
  - Louis Garrel - Il mio Godard (Le Redoutable)
  - Reda Kateb - Django
- 2019: Alex Lutz - Guy
  - Romain Duris - Le nostre battaglie (Nos batailles)
  - Denis Ménochet - L'affido - Una storia di violenza (Jusqu'à la garde)
  - Gilles Lellouche - In mani sicure - Pupille (Pupille)
  - Édouard Baer - Lady J (Mademoiselle de Joncquières)
  - Vincent Lacoste - Quel giorno d'estate (Amanda)
  - Pio Marmaï - Pallottole in libertà (En liberté!)

### Anni 2020-2029
- 2020: Roschdy Zem – Roubaix, una luce nell'ombra (Roubaix, une lumière)
  - Daniel Auteuil – La belle époque
  - Damien Bonnard – I miserabili (Les Misérables)
  - Vincent Cassel – The Specials - Fuori dal comune (Hors normes)
  - Jean Dujardin – L'ufficiale e la spia (J'accuse)
  - Reda Kateb – The Specials - Fuori dal comune (Hors normes)
  - Melvil Poupaud – Grazie a Dio (Grâce à Dieu)
- 2021: Sami Bouajila – Un figlio (Un fils)
  - Jonathan Cohen – Énorme
  - Albert Dupontel – Adieu les cons
  - Niels Schneider – Les choses qu'on dit, les choses qu'on fait
  - Lambert Wilson – De Gaulle
- 2022: Benoît Magimel – De son vivant
  - Damien Bonnard – Les Intranquilles
  - Adam Driver – Annette
  - Gilles Lellouche – BAC Nord
  - Vincent Macaigne – Médecin de nuit
  - Pio Marmaï – Parigi, tutto in una notte (La Fracture)
  - Pierre Niney – Black Box - La scatola nera (Boîte noire)
- 2023: Benoît Magimel – Pacifiction - Un mondo sommerso (Pacifiction - Tourment sur les îles)
  - Jean Dujardin – November - I cinque giorni dopo il Bataclan (Novembre)
  - Louis Garrel – L'innocente (L'Innocent)
  - Vincent Macaigne – Una relazione passeggera (Chronique d'une liaison passagère)
  - Denis Ménochet – Peter von Kant
- 2024: Arieh Worthalter – Il caso Goldman (Le Procès Goldman)
  - Romain Duris – The Animal Kingdom (Le Règne animal)
  - Benjamin Lavernhe – L'Abbé Pierre: Une vie de combats
  - Melvil Poupaud – Il coraggio di Blanche (L'Amour et les Forêts)
  - Raphaël Quenard – Yannick - La rivincita dello spettatore (Yannick)
- 2025: Karim Leklou – Le Roman de Jim
  - François Civil – L'amore che non muore (L'Amour ouf)
  - Benjamin Lavernhe – L'orchestra stonata (En fanfare)
  - Pierre Niney – Il conte di Montecristo (Le Comte de Monte-Cristo)
  - Tahar Rahim – Monsieur Aznavour